# 日本基督教団より大東亜共栄圏に在る基督教徒に送る書翰
日本基督教団より大東亜共栄圏にある基督教徒に送る書翰（にほんキリストきょうだんよりだいとうあきょうえいけんにあるキリストきょうとにおくるしょかん）は、日本基督教団を代表する公同的使徒的書翰の第一信として発表された、現代の使徒書翰である。1944年3月26日発出。
戦後の1967年、撤回の意味で「第二次大戦下における日本基督教団の責任についての告白」が行われた。

## 第1章
神の恩寵によって、一国一教会となれる日本基督教団およびそれに属するもろもろの肢は、東亜共栄圏内に在る主にありて忠信なるキリスト者に挨拶を送る。
日本基督教団と大東亜共栄圏のキリスト教徒とを一つに結ぶ鞏固なる紐帯が二つある。一つは、白人種の優越性という聖書に悖る思想の上に立って、アジア人を人種差別待遇の下に繋ぎ留め、東亜の諸民族に向かって王者のごとく君臨せんと欲する、共通の敵、米英に対する戦いである。もう一つはキリストを信じていることである。

## 第2章
全世界をまことに指導し救済しうるものは、世界に冠絶せる万邦無比なるわが日本の国体であるという事実を、信仰によって判断しつつ、日本基督教団を信頼するように求める。正義と共栄との美しい国土を東亜の天地に建設することによって神の国をさながらに地上に出現させることは、われらキリスト者にしてこの東亜に生を享けし者の衷心の祈念であり、最高の義務であると信ずる。

## 第3章
内村鑑三は、「世界は畢竟キリスト教によりて救わるるのである。しかも武士道の上に接木せられたるキリスト教に由りて救われるのである」と喝破した。彼こそは、欧米の特に米国の宣教師が成功と称して勢力と利益と快楽とを追求する信仰を非信仰として排斥し、宣教師の一日も早く日本より退散して、日本人の手による日本国自生のキリスト教の必要を叫んだ先覚者である。
大東亜には大東亜の伝統と歴史と民族性とに即した「大東亜のキリスト教」が樹立さるべきである。
第一世代の沢山保羅、新島襄、本多庸一、植村正久、海老名弾正、小崎弘道等みな純然たる日本武士が、この教えを聴くに及んで、その中に日本武士道に通ずる深い奥義の秘められてあることを悟り、信仰と自覚との下に、御言葉をこの国土と同胞との間に持ち運ぼうと深く決意した。
日本における『使徒行伝』は彼ら初代伝道者先覚者たちによって綴られていった。キリスト教は日本武士道に接樹され、儒教と仏教とによって最善の地ならしをされた日本精神の土壌に根を下ろし花を開き結実していったのである。
第二、第三世代の後継者たちも、個人主義・自然主義・社会主義・無政府主義・共産主義などに戦いを挑み、キリストの真理を護り、肇国の大義に生き抜いた。
そして遂に名実とも日本のキリスト教会を樹立するの日は来た、皇紀二千六百年奉祝全国基督教信徒大会の祝典の盛儀を前にしてわれら日本のキリスト教諸教会諸教派は東都の一角に集い、神と国との前にこれらの諸教派の在来の伝統、慣習、機構、教理一切の差別を払拭し、全く外国宣教師たちの精神的・物質的援助と羈絆から脱却、独立し、諸教派を打って一丸とする一国一教会となりて、世界教会史上先例と類例を見ざる驚異すべき事実が出来したのである。これはただ神の恵みの佑助にのみよるわれらの久しき祈りの聴許であると共に、わが国体の尊厳無比なる基礎に立ち、天業翼賛の皇道倫理を身に体したる日本人キリスト者にして初めてよくなしえたところである。
このような経過を経て成立したものが、ここに諸君に呼びかけ語っている「日本基督教団」である。
これは日本の国史に照らし合わせても一大盛事と謂うべきものであり、これを古より闘争に終始した西欧の教会史に照らし合わせても、まことに主の日の予兆の大なる標識というべきであろう。

## 第4章
日本基督教団は敬愛する兄弟に呼びかける。
兄弟たちよ。われわれはこのキリストを証しする証人であり、彼の体であるということを銘記しようではないか。
日本基督教団と大東亜の兄弟たちは、この慰めとこの希望とを一つにするがゆえに、同じ愛、同じ思念の中に一つとならなければならぬ。隣人愛の高き誡命の中にあの福音を聞き信じつつ大東亜共栄圏の建設という地上における次の目標に全人を挙げ全力を尽さなければならぬ。われらはこの信仰とこの愛とを一つにする者共であるから、同じ念い、共同の戦友意識、鞏固なる精神的靭帯に一つに結び合わされて、不義を挫き、正義と愛の共栄圏を樹立するためにこの戦争を最後まで戦いぬかなければならぬ。
「汝らキリスト・イエスのよき兵卒としてわれらと共に苦難を忍べ」（テモテ後書二・三）。
祝祷
キリストの恩恵、父なる神の愛、聖霊の交際、われらがその現実の一日も早からんことを望みてやまざる大東亜共栄圏のすべての兄弟姉妹の上にあらんことを。アァメン。

## 現代の使徒書翰
この書翰はバルト主義者の山本和、桑田秀延、熊野義孝が原案を作成し、1944年（昭和19年）復活節の日に、日本基督教団教団統理者富田満の名前で、大東亜共栄圏のキリスト教徒のために贈られた。

## 出版
- 『日本基督教団より大東亜共栄圏に在る基督教徒に送る書翰』日本基督教団 1944年11月25日発行、代表者:鈴木浩二、印刷所:日東印刷株式会社